# Al-Mansûr Husam ad-Dîn Lajin
Pour les articles homonymes, voir Al-Mansur.
Al-Mansûr Husam ad-Dîn Lajin ou Lajin est le sultan mamelouk bahrite d'Égypte de septembre 1296 à 1299.

## Biographie
Lajin est blond, probablement d'origine germanique[réf. nécessaire]. Il est acheté par Al-Mansur Nur ad-Dîn Ali. En 1259, après la déposition de ce dernier, il est racheté par Qala'un et promu émir. En 1280, Qala'un lui attribue le commandement de la citadelle de Damas. Cette nomination provoque la dissidence du précédent gouverneur Sunkur al-Ashkar qui s'autoproclame sultan. La révolte est réprimée par une armée venue du Caire et menée par Lajin qui devient alors le gouverneur de la province (juillet 1280).
En 1295, Lajin devient le vice-sultan (naib) du sultan Kitbugha. Il le renverse en septembre 1296 lorsque celui-ci est devenu par trop impopulaire après la famine qui a ravagé l'Égypte. D'ailleurs lors de son accession au pouvoir il prend des mesures pour soulager le désarrois du peuple, ainsi pour ne pas provoquer les petites gens, il prôna une politique d'austérité en interdisant de porter des vêtements luxueux, il fit montre de piété en jeunant deux mois supplémentaires et en distribuant de nombreuses aumônes.
Lajin a le soutien des mamelouks circassiens mais son arrivée au pouvoir ne résout pas les problèmes dont souffre le pays. Il décide d'une réforme du cadastre qui s'avère désastreuse en mécontentant tous les partis et en accroissant encore la disette. Les émirs organisent un complot qui aboutit au meurtre de Lajin en janvier 1299. Les insurgés remettent sur le trône An-Nâsir Muhammad ben Qalâ'ûn qui avait été déposé en 1295 par Kitbugha, et qui n'est encore âgé que de quatorze ans au moment de sa restauration.